# Stifford
Stifford is een plaats in het Engelse graafschap Essex, iets ten oosten van de M25, de ringweg van Londen. Het dorp maakt deel uit van de unitary authority Thurrock. Stifford is verdeeld in North en South Stifford. De eerste kern ligt iets ten noorden van de snelweg A13, de tweede een kleine 2 km zuidelijker, aan de Thames.
South Stifford is van oudsher een woonwijk voor forensen en in North Stifford bevindt zich de dorpskern, onder meer met de parochiekerk. In 1870-72 telde het dorp 281 inwoners.